# Łaskarzew (gmina wiejska)
Łaskarzew (do 1870 gmina Dąbrowa) – gmina wiejska w województwie mazowieckim, w powiecie garwolińskim. W latach 1975–1998 gmina położona była w województwie siedleckim.
Siedziba gminy to Łaskarzew.
Według danych z 30 czerwca 2004 gminę zamieszkiwało 5536 osób.

## Struktura powierzchni
Według danych z roku 2002 gmina Łaskarzew ma obszar 87,53 km², w tym:
- użytki rolne: 61%
- użytki leśne: 32%

Gmina stanowi 6,82% powierzchni powiatu.

## Demografia

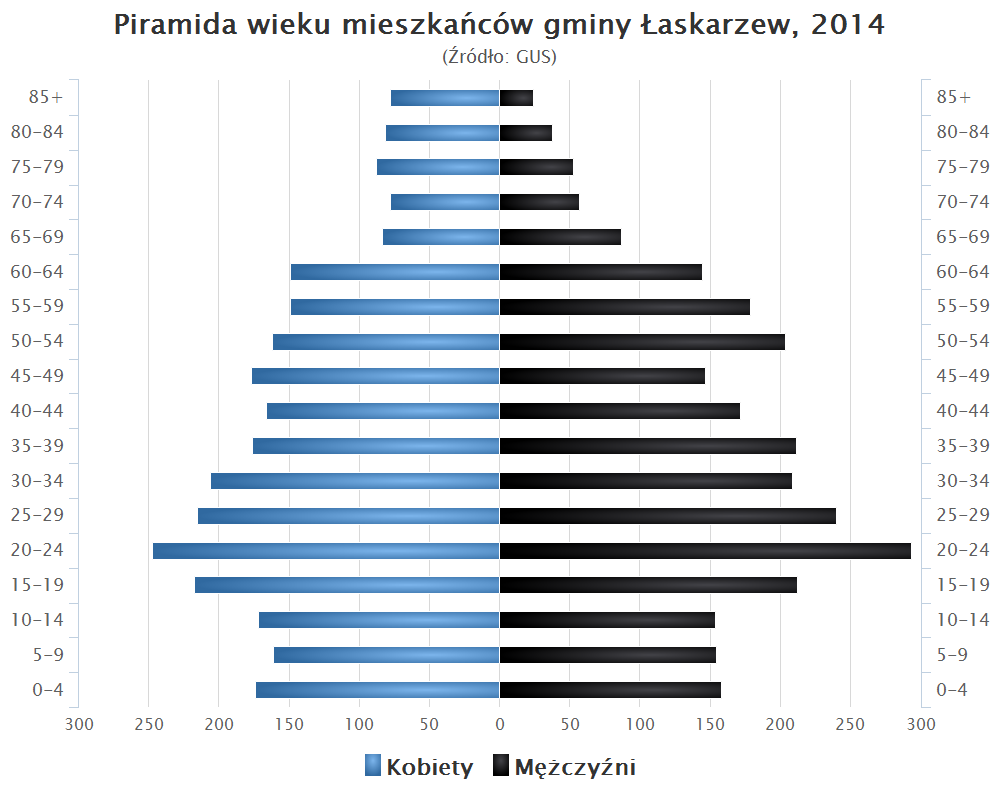
Piramida wieku mieszkańców gminy Łaskarzew w 2014 roku

Dane z 30 czerwca 2004:
| Opis                              | Ogółem | Ogółem | Kobiety | Kobiety | Mężczyźni | Mężczyźni |
| --------------------------------- | ------ | ------ | ------- | ------- | --------- | --------- |
| jednostka                         | osób   | %      | osób    | %       | osób      | %         |
| populacja                         | 5536   | 100    | 2758    | 49,8    | 2778      | 50,2      |
| gęstość zaludnienia (mieszk./km²) | 63,2   | 63,2   | 31,5    | 31,5    | 31,7      | 31,7      |

## Sołectwa
Aleksandrów, Budel, Budy Krępskie, Celinów, Dąbrowa, Dąbrowa-Kolonia, Grabina, Izdebno, Izdebno-Kolonia, Kacprówek, Krzywda, Ksawerynów, Leokadia, Lewików, Lipniki, Melanów, Nowy Pilczyn, Sośninka, Stary Helenów, Stary Pilczyn, Uścieniec, Wanaty, Wola Łaskarzewska, Wola Rowska, Zygmunty.
Miejscowości bez statusu sołectwa: Baranicha, Janków, Nowy Helenów, Polesie Rowskie, Rowy, Rywociny, Wiktorzyn, Włodków. 

## Sąsiednie gminy
Garwolin, Górzno, Łaskarzew (miasto), Maciejowice, Sobolew, Wilga